# Futurama: Bender's Game
Futurama: Bender's Game  é um filme baseado na série de animação Futurama. Lançado diretamente em DVD nos Estados Unidos em 4 de novembro de 2008, comprime, juntamente com outros três filmes, parte da quinta temporada da série. Separado em quatro episódios, foi exibido posteriormente pelo canal Comedy Central.
A ideia do filme é uma paródia ao jogo de RPG Dungeons & Dragons, e prestar homenagem a Gary Gygax, co-criador do jogo, que faleceu naquele mesmo ano, o DVD inclui uma cena após os créditos, onde sua aparição de Gygax em "Anthology of Interest I" é lembrada. O título do filme é também uma homenagem ao do livro de Ender's Game, de Orson Scott Card. Há também inúmeras referências a O Senhor dos Anéis de J.R.R. Tolkien.